# Густиліна Діана Володимирівна
Густиліна Діана Володимирівна (21 квітня 1974) — російська баскетболістка.
Бронзова призерка Олімпійських Ігор 2004 року.